# Vélodrome du pays de Vannes
Le vélodrome du pays de Vannes, ou vélodrome de Kermesquel, est un vélodrome situé dans le quartier de Kermesquel à Vannes dans le Morbihan. Inauguré le 15 décembre 2001, il a remplacé l'ancien vélodrome du stade de la Rabine, démoli pour agrandir les structures mises à la disposition du Vannes Olympique Club.

## Caractéristiques
Le vélodrome de Vannes est composé de deux pistes de cyclisme. La piste principale, réalisée en béton fait 250 m de long pour 6 m de large avec des virages dont l'inclinaison monte jusqu'à 38°. À l'intérieur de cette piste, on trouve une seconde piste, plus courte de 120 m, en enrobé. Une tribune de 300 places permet au spectateur d'assister aux entraînements ou aux courses. Et le stade est doté d'un système d'éclairage pour les courses nocturnes. 

## Construction
Le vélodrome a coûté 1 714 400 €, financés par la Communauté d'Agglomération du Pays de Vannes et le Conseil général du Morbihan.

## Activités
Le vélodrome de Vannes accueille plusieurs écoles de cyclisme et un centre de loisirs. Plusieurs courses s'y tiennent pendant la saison : les 100 Tours, l'Hermine, la Coupe du Conseil général, etc.
Depuis son ouverture le vélodrome du pays de Vannes a organisé le grand prix d'ouverture avec la présence du multiple champion olympique de cyclisme sur piste, Florian Rousseau. 
Organisation du championnat de France demi fond vainqueur Samuel Dumoulin en 2003.
Création du championnat de France piste master en 2004, suivi des éditions 2005 2006.
Création en 2003 de l'inter-région cadets. 
Organisation des championnats de Bretagne et du Morbihan sur piste chaque année. 
Création des découvertes de la piste des écoles de cyclisme.
Il est ouvert de mars à septembre, les après-midis du mardi au samedi.